# 後藤はつの
後藤 はつの（ごとう はつの、1903年〈明治36年〉9月1日 - 2017年〈平成29年〉5月15日）は、日本の画家。

## 経歴
1903年（明治36年）、新潟県中頸城郡名香山村の赤倉温泉で出生。14歳の時に上京し、20歳で結婚。2人の子供を育てた。
73歳の時に孫からの一言をきっかけにカルチャースクールで絵を習い始め、99歳までに19枚の絵を描いた。82歳で現代童画展新人賞を受賞し、96歳で同文部大臣奨励賞を受賞した。100歳を超えてからはかるたにも挑戦し、112歳の時に全国かるた協会より初段を授与された。生前は東京都墨田区在住で且つ同区の最高齢だった。
2017年5月15日午前1時36分、自宅で誤嚥性肺炎のため死去。死去時点で全国でも7番目の高齢であった。113歳256日。葬儀は親族のみで行われ、同年7月16日に家族によって後藤の死去が公表された。

## 著書
- 111歳、いつでも今から（2015年2月13日、河出書房新社、ISBN 978-4-309-02353-3） ※全国学校図書館協議会選定図書